# Sitalkes
Sitalkes (gr. Σιτάλκης, Sitálkes) (zm. 424 p.n.e.) – król trackich Odrysów od ok. 445 p.n.e. Jeden z największych królów trackich i faktyczny założyciel królestwa. Młodszy syn Teresa I, króla Odrysów.
Po śmierci ojca objął tron razem ze starszym bratem Sparadokosem (ok. 445-435 p.n.e.), który objął zachodni rejon państwa. Sitalkes kontynuował politykę wojskową ojca. Powiększał obszar królestwa dzięki sukcesom militarnym. Pod koniec panowania jego państwo obejmowało całe terytorium od miasta Abdera na południu do ujścia rzeki Dunaj na północy, od Morza Czarnego na wschodzie do źródeł rzeki Strymon na zachodzie.
Na początku wojny peloponeskiej, w r. 431 p.n.e., zawarł przymierze z Ateńczykami. Ateńczyk Nymfodoros, mąż jego siostry, prowadził rokowania z Macedonią, gdzie rządził król Perdikkas II. Ten ostatni oczekiwał od Aten jej rezygnacji z popierania Filipa, jego brata, w walce o tron macedoński. Sitalkes obiecywał mu pomoc w schwytaniu brata. W 429 r. Perdikkas II zdradził Ateńczyków popierając Spartę w wojnie z Akarnanią. Tego samego roku Sitalkes najechał Macedonię, celem ukarania jej za zdradę. Najechał ją z dużą armią złożoną z 150 tysięcy wojowników pochodzących z niezależnych plemion. Perdikkas II użył dyplomacji, by ratować królestwo. Obiecał rękę siostry dla bratanka Sitalkesa, Seutesa. Sitalkes dał się przekonać i odstąpił od wojny.
W 424 r. Sitalkes zmarł w czasie wojny przeciwko Tryballom, plemieniu trackiemu na zachodzie kraju. Następcą na tronie królestwa Odrysów został bratanek Seutes I, syn Sparadokosa.